# Diofant
Diofant iz Aleksandrije (starogrčki: Διόφαντος ὁ Ἀλεξανδρεύς (Dióphantos ho Alexandreús), oko 250.), bio je starogrčki matematičar.
Otkrio je Diofantove jednadžbe.
Unatoč tome da je bio istaknuti matematičar svog vremena, vrlo malo je poznato o Diofantovom životu. Njegov rad je sačuvan u šest poglavlja Aritmetike koja su sačuvana (sedam poglavlja je izgubljeno), koja je bila vjerojatno najstariji sistematski traktat o algebri.
Diofant se je prvenstveno zanimao za teoriju brojeva i rješavanje jednadžbi. Ima velik doprinos u napretku algebre uporabom simbola za veličine, matematičke operacije i odnose. Prethodno su ove veličine opisivane riječima.